# Лусинян, Мартын Христофорович
Марты́н Христофо́рович Лусиня́н (8 (20) февраля 1896 год, Ростов-на-Дону — 1983, Краснодар) — советский актёр оперетты, народный артист РСФСР.

## Биография
Мартын Христофорович Лусинян родился 8 (20) февраля 1896 года в Ростове-на-Дону. Его отец, Христофор Христофорович Норлусинян, — уроженец села Крым Новонахичеванской-на-Дону армянской колонии — был крестьянином. Мать, Устиния Тарасовна, была домохозяйкой. В 1894 году семья переехала в Ростов-на-Дону, где отец устроился весовщиком на хлебные ссыпки Собко. Умер в 1927 году. Мать умерла вместе с бабушкой во время эпидемии холеры в Ростове-на-Дону 10 июня 1922 года.
Будучи в школе, играл в школьном оркестре на мандолине. Затем учился в Армянской духовной семинарии, которую не окончил из-за отсутствия средств к существованию.
В 1911—1916 годах выступал в армянской драматической труппе в Нахичевани-на-Дону (ныне часть Ростова-на-Дону), в которой начал сценическую деятельность. Сначала играл в оркестре народных инструментов. Однажды сыграл небольшую роль полицейского Казимира Жан-Фонтена в пьесе «Мадам Икс» и после удачного дебюта стал профессиональным актёром.  
В 1916—1920 годах работал в армянском театре драмы и оперетты под управлением А. Шаэна на Северном Кавказе. В 1920—1925 годах играл в театре оперетты Ростова-на-Дону. Принимал активное участие в создании Армянской музыкальной комедии. Режиссировал, много оперетт перевел с русского языка на армянский.
С 1929 по 1930 годы выступал в оперетте Чугоненко. В 1930—1939 годах работал чтецом-ведущим в Ростовской, Бакинской, Пермской, Свердловской и Тульской филармониях. С 1939 по 1941 годы работал в Краснодарском театре музыкальной комедии.
Во время Великой Отечественной войны с 1941 по 1944 годы работал в Сталинском (Донецком) театре им. Артёма, находившемся в эвакуации в Кзыл-Орде в Казахской ССР. В 1944—1947 годы выступал в Ворошиловградской оперетте, а с 1947 по 1948 годы работал в Ереванском театре оперетты.
В 1948 году вновь вернулся в Краснодарский краевой театр оперетты, где играл до конца жизни. За свою сценическую карьеру сыграл более 200 ролей.
Умер в 1983 году. 

## Награды и премии
- Заслуженный артист РСФСР (1957).
- Народный артист РСФСР (29.09.1960).

## Работы в театре
- «Свадьба в Малиновке» Б. Александрова — Попандопуло
- «Трембита» Ю. Милютина — Богдан Сусик
- «Девичий переполох» Ю. Милютина — Тюфякин
- «Цирк зажигает огни» Ю. Милютина — Лососиноостровский
- «Холопка» Н. Стрельникова — Кутайсов
- «Марица» И. Кальмана — Эстергази
- «Сильва» И. Кальмана — Воляпюк
- «Принцесса цирка» И. Кальмана — Пеликан
- «Цыганский барон» И. Штрауса — Зупан
- «Летучая мышь» И. Штрауса — дежурный
- «Огоньки» Г. Свиридова — трактирщик Богомолов
- «Где-то на юге» Э. Кемени — дядюшка Крыжан

## Память
- В Краснодаре в честь него названа улица (26.06.2003).